# Миклашевський Іван Андрійович
Іван Андрійович Миклашевський  (нар. бл. 1735 — пом. після 1787) — український державний діяч часів Гетьманщини.

## Життєпис
Походив з українського шляхетсько-старшинського роду Миклашевських. Син Андрія Миклашевського, наказного стародубського полковника, від його другої дружини Євфросинії Павлівни (прізвище невідоме). Народився близько 1735 року. Здобув гарну освіту в Києво-Могилянській академії.
Розпочав службу у 1754 році канцеляристом у Генеральній військовій канцелярії. У 1757 році одружився з Гапкою Тепловою. 1760 року стає бунчуковим товаришем в Стародубському полку (до 1769 року).
1769 року отримує чин колезького асесора. 1771 року стає надвірним радником.1783 року обрано губернським «предводителем» Новгород–Сіверського намісництва (до 1784 року). Остання згадка відноситься до 1787 року.

## Родина
Дружина — Гафія Теплова
діти:
- Іван (д/н—після 1787), бунчуковий товариш, секунд-майор